# تروجت
تروجت (به انگلیسی: TruJet) یک شرکت هواپیمایی با کد یاتا '2T' است که در ۲۰۱۳ میلادی تأسیس شده و در ۱۲ ژوئیه ۲۰۱۵ فعالیتش را آغاز کرده‌است. قطب تروجت در فرودگاه بین‌المللی راجیو گاندی قرار دارد.